# У воды
«Водная страна» (англ. Waterland) — кинофильм. Экранизация произведения Грэма Свифта.

## Сюжет
Драма, сюжет которой развивается в настоящем и прошлом. Школьный учитель Том Крик, чтобы привлечь внимание учеников к своему предмету, начинает рассказывать им истории из своей молодости…

## В ролях
- Джереми Айронс — Том Крик
- Джон Хёрд — Льюис Скотт
- Шинейд Кьюсак — Мэри Крик
- Итан Хоук — Мэттью Прайс
- Грант Уорнок — молодой Том
- Лина Хиди — молодая Мэри
- Пит Постлетуэйт — Генри Крик
- Кара Буоно — Джуди Добсон
- Дэвид Моррисси — Дик Крик
- Мэгги Джилленхол — Мэгги Рут
- Шон Магвайр — Питер
- Росс МакКолл — Терри

## Награды и номинации
| Год  | Премия            | Категория    | Имя            | Результат |
| ---- | ----------------- | ------------ | -------------- | --------- |
| 1994 | Sant Jordi Awards | Лучший актёр | Джереми Айронс | Победа    |

## Интересные факты
- Это дебютный фильм в карьерах Лины Хиди и Мэгги Джилленхол[2].

- Шинейд Кьюсак, сыгравшая жену персонажа Джереми Айронса, и в реальной жизни является его женой. С 1978 года по сей день[3].